# Phengodidae
Phengodidae är en familj av skalbaggar. Phengodidae ingår i överfamiljen Elateroidea, ordningen skalbaggar, klassen egentliga insekter, fylumet leddjur och riket djur. Enligt Catalogue of Life omfattar familjen Phengodidae 206 arter. 

## Bildgalleri

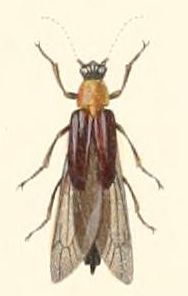
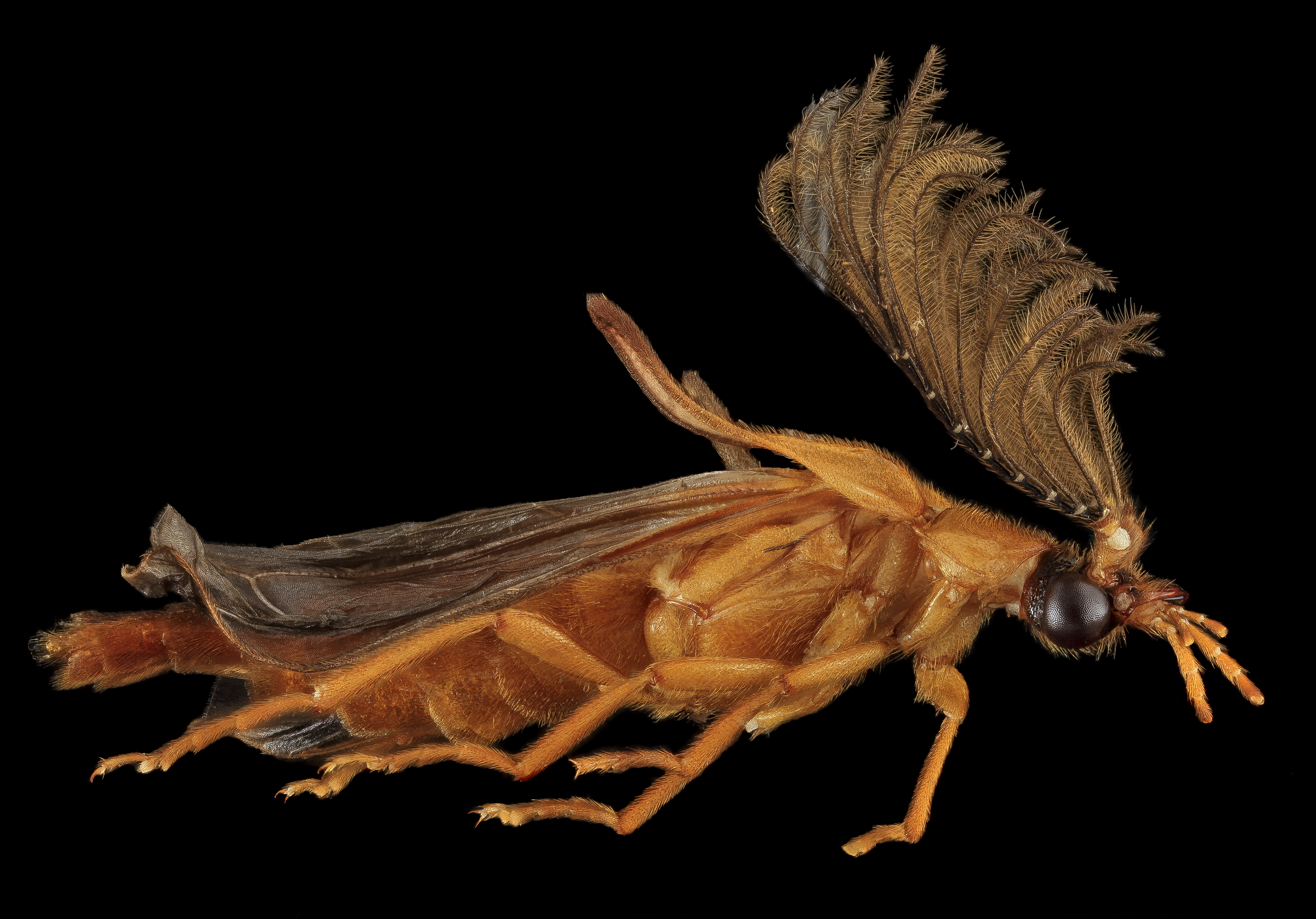

## Dottertaxa till Phengodidae, i alfabetisk ordning[1]
- Acladocera
- Adendrocera
- Astraptor
- Brasilocerus
- Cenophengus
- Cephalophrixothrix
- Decamastinocerus
- Distremocephalus
- Eurymastinocerus
- Euryognathus
- Euryopa
- Howdenia
- Mastinomorphus
- Mastinowittmerus
- Microphengodes
- Neophengus
- Nephromma
- Oxymastinocerus
- Paraptorthodius
- Penicillophorus
- Phengodes
- Phrixothrix
- Pseudomastinocerus
- Pseudophengodes
- Ptorthodiellus
- Ptorthodius
- Spangleriella
- Steneuryopa
- Stenophrixothrix
- Taximastinocerus
- Trachelychnus
- Zarhipis